# Iglesia de San Martín (Bonilla de la Sierra)
La iglesia colegiata de San Martín es una iglesia católica situada en la localidad española de Bonilla de la Sierra, en la provincia de Ávila, comunidad autónoma de Castilla y León. Fue declarada monumento histórico-artístico nacional —antecedente de la figura de bien de interés cultural— el 3 de junio de 1931.

## Historia
El edificio, empezado a construir en la primera mitad del siglo XV, es de estilo gótico. Cuenta con una única gran nave segmentada en cinco tramos mediante arcos apuntados. La torre, del siglo XVI, es de planta cuadrada; Se acometió una restauración en el edificio entre los años 1974 y 1980.
La capilla mayor es un añadido a la primitiva fábrica, pero su construcción debió efectuarse poco después, y, tal vez, dirigida por el mismo arquitecto, y que explicaría su perfecto ensamblaje al resto del conjunto. La bóveda que la cubre es de terceletes, con arcos semicirculares, y está iluminada en sus laterales por dos amplios y redondos ventanales que no desentonan del conjunto. En las cornisas aparecen modillónes y remates con fenecíes del siglo XVII, sucediendo otro tanto con la sacristía, que evidencia proceder de reforma posterior.
En esta capilla mayor está instalado un retablo barroco que cubre todo el frontal, desde el altar hasta la plementería, el cual está fechado en el año 1688. Mas lo más valioso del conjunto son sus diez tablas pintadas, en las que se narran diferentes acontecimientos significativos de la vida del patrón del templo (San Martín de Tours). Son muchos los que atribuyen esas pinturas a la escuela del llamado Maestro de Ávila, pero no son coincidentes en cuanto a quien de ellos fue su ejecutor; unos las atribuyen a Sansón Florentino, otros a Juan y a Marcos Pinilla, y otros dicen ser trabajo de Pedro de Salamanca, pertenecientes a la escuela flamenca de Ávila. Se encuentra gran similitud entre las pinturas del retablo bonillense, y las que sobre San Marcial, aparecen en la antesacristía de la catedral de Ávila, así como en otras, que el referido maestro dejó pintadas en la iglesia de Barco de Ávila y en San Miguel de Serrezuela.
La capilla del costado norte presenta arco escarzano con bóveda ojival, y en ella aparece una inscripción que reza como sigue: 

Esta capilla mandó facer López Álvarez de Guzmán sobrino de don Juan de Guzmán, obispo de Ávila, e comenzóse año de mil e XXX e III

Capilla de los Chaves
Esta edificación sirvió de cierre a la nave por poniente, y su artífice supo coordinarla perfectamente con el resto de la edificación. La bóveda también presenta terceletes. Entre las obras que se pueden contemplar en esta capilla, está un retablo gótico, preciso pero muy deteriorado, que debe de proceder de los inicios del siglo XVI. Tiene armas de la familia promotoras de la capilla y es de pilares y guardapolvos de mazonería a los que se han añadido rebanco y pulseras platerescas. También aparecen en él tablas más antiguas  hechas al temple (siglo XV) representando la misa de San Gregorio y Santa Catalina. La casulla del pontífice es de oro matizada de negro, apareciendo los nimbos del mismo color, y los nombres escritos en castellano antiguo, pero con caracteres romanos, y texto de concesión de indulgencias por los papas Gregorio, León, Inocencio y Clemente (con los que Juan de Carvajal tuvo gran relación) y más de 40 obispos.